# Arnold Palmer
Arnold Danijel Palmer (10. septembar 1929 – 25. septembar 2016) bio je američki profesionalni igrač golfa koji se generalno smatra jednim od najvećih i najharizmatičnijih igraća u istoriji ovog sporta. Počevši od 1955. godine, pobedio je na brojnim takmičenjima u okviru PGA ture i u krugu koji je sada poznat kao Šampionat PGA ture. On je bio poznat pod nadimkom Kralj. Palmer je bio jedna od najpopularnijih zvezda golfa i viđen je kao pionir ovog sporta, prva superzvezda televizijskog doba golfa, koje je započelo tokom 1950-ih.
Palmerov društveni uticaj kao zastupnika golfa verovatno je bio bez premca među njegovim profesionalnim kolegama; njegova skromna pozadina i prostodušna popularnost pomogli su mu da promeni percepciju golfa iz elitne zabave više klase (privatnih klubova) u populistički sport dostupan srednjoj i radničkoj klasi (javni tereni). Palmer, Džek Niklaus i Gari Plajer bili su „velika trojka” u golfu tokom 1960-ih. Smatra se da su oni u velikoj meri zaslužni za popularizaciju i komercijalizaciju ovog sporta širom sveta.
U karijeri koja je trajala više od šest decenija, osvojio je 62 naslova PGA tura od 1955. do 1973. On je peti je na spisku igrača golfa po broju pobeda svih vremena, iza Tajger Vudsa, Sema Snida, Džeka Niklausa i Bena Hogana. Osvojio je sedam glavnih titula tokom dominacije koja trajala više od šest godina, od Mastera 1958. do Mastera 1964. godine. Takođe je osvojio Nagradu za životno delo PGA ture 1998. godine, a 1974. bio je jedan od 13 originalnih članova u Svetske dvorane slavnih golfa.

## Detinjstvo i mladost
Palmer je rođen od majke Doris (Morison) i oca Milfred Džeroma „Dikona” Palmer (1905–1976) u Latrobu, Pensilvanija, varoši radničke klase uglavnom zaposlene u lokalnoj železari. Golf je naučio od svog oca, koji je u mladosti bolovao od polia. On je bio je vodeći profesionalni stručnjak i održavalac zelenih površina u Latrobskom sportskom klubu, što je omogućilo mladom Palmeru da prati svog oca dok je održavao stazu.
Palmer je pohađao Vejk Forest koledž zahvaljujući golfskoj stipendiji. On je napustio studije nakon smrti bliskog prijatelja Bada Voršama (1929–1950) i stupio je u službu američka Obalske garde, gde je služio tri godine, 1951–1954. U Centru za obuku obalske garde u Kejp Meju, Nju Džerzi, on je izgradio teren za golf sa devet rupa i bio je u mogućnosti da posveti deo svog vremena usavršavanju svoje veštine igranja golfa. Nakon isteka vojnog roka, Palmer se vratio na koledž i bavljenje takmičarskim golfom.

## Karijera
Palmerova prva pobeda na turneji došla je tokom njegove početničke sezone 1955. godine, kada je osvojio Kanadski Open i zaradio 2.400 dolara za svoj trud. Podigao je svoj status igre za narednih nekoliko sezona. Palmerova harizma bila je značajan faktor u uspostavljanju golfa kao upečatljivog televizijskog događaja tokom 1950-ih i 1960-ih, što je postavilo pozornicu za popularnost koju danas uživa. Njegova prva velika šampionska pobeda na Masters turniru 1958. godine, gde je zaradio 11.250 dolara, uspostavila je njegovu poziciju jedne od vodećih zvezda u golfu, a do 1960. godine se prijavio kao prvi klijent pionirskog sportskog agenta Marka Makormaka.
U kasnijim intervjuima, Makormak je naveo pet atributa koji su Palmera učinili posebno dobrim izborom: njegova privlačan izgled; njegovo relativno skromno poreklo (njegov otac je bio zelenaš pre nego što je postao klubski profesionalac, a Latrob je bio skroman klub); način na koji je igrao golf, rizikovao je i često izgledao ranjivo; njegovo učešće u nizu uzbudljivih završetaka na ranim televizijskim turnirima; i njegova ljubaznost.
Palmeru takođe mnogi pripisuju zasluge za obezbeđenje statusa Otvorenog prvenstva (Britanski Open) među igračima iz SAD. Pre nego što je Ben Hogan osvojio to prvenstvo 1953. godine, mali broj američkih profesionalaca je putovao da igra na Otvorenom prvenstvu, zbog velikih zahteva za putovanje, relativno male zarade i stila povezanih terena (radikalno drugačijih od većine američkih terena). Palmer je želeo da oponaša podvige svojih prethodnika Bobija Džonsa, Sama Snida i Hogana u svom nastojanju da postane vodeći američki golfer.
Konkretno, Palmer je otputovao u Škotsku 1960. da bi se prvi put takmičio na Britanskom Openu. On je već bio osvojio i Masters i US Open, i pokušavao je da oponaša Hoganov podvig iz 1953. kada je osvojio sva tri turnira u jednoj godini. Palmer je odigrao ono što je sam rekao da su četiri najbolja kola u njegovoj karijeri, ostvarujući 70-71-70-68. Njegovi rezultati su naveli Engleze da uzbuđeno tvrde da bi Palmer mogao biti najveći igrač golfa koji je ikada igrao ovu igru. Britanski navijači su bili uzbuđeni zbog Palmerovog igranja na Openu. Iako nije uspeo da pobedi, izgubivši od Kela Nejgla za jedan udarac, njegove sledeće pobede na Otvorenom prvenstvu ranih 1960-ih uverile su mnoge američke profesionalce da bi putovanje u Britaniju bilo vredno truda i zasigurno je obezbedilo Palmeru popularnost među Britancima i Evropskim navijačima, a ne samo među američkim.
Palmer je bio veoma razočaran svojim drugoplasiranim finišem na Otvorenom prvenstvu Britanije 1960. godine. Njegovo pojavljivanje u inostranstvu privuklo je američku pažnju na Otvoreno prvenstvo, koje su američki golferi ranije ignorisali. Palmer je osvojio Otvoreno prvenstvo 1961. i 1962. godine, a poslednji put je igrao na njemu 1995. Martin Slambers, izvršni direktor The R&A, nazvao je Palmera „pravim gospodinom, jednim od najvećih koji su ikada igrali ovu igru i zaista ikoničnom figurom u sportu“. Njegovo učešće na Otvorenom šampionatu ranih 1960-ih „bilo je katalizator za istinsku internacionalizaciju golfa”, izjavio je izvršni direktor Euvopske ture Kit Pelej.
Palmer je osvojio sedam velikih šampionata:
- Masters turnir: 1958, 1960, 1962, 1964
- Otvoreno prvenstvo SAD: 1960
- Otvoreno prvenstvo:  1961, 1962[14][15]

Palmerove najplodnije godine bile su 1960–1963, kada je osvojio 29 turnira PGA ture, uključujući pet velikih turnira, u četiri sezone. Godine 1960, osvojio je Hikokov pojas kao najbolji profesionalni sportista godine i nagradu „Sportiste godine” časopisa Sports Illustrated. On je izgradio široku bazu obožavatelja, često nazivanu „Arnijevom armijom”, a 1967. postao je prvi čovek koji je dostigao 1 milion dolara zarade u karijeri na PGA turi. Do kasnih 1960-ih Džek Niklaus i Gari Plejer su obojica stekli jasnu prednost u njihovom rivalstvu, ali Palmer je pobedio na događaju PGA ture svake godine od 1955. do 1971. Godine 1971, on je uživao u oživljavanju, pobedivši na četiri turnira.
Palmer je četiri puta osvojio Vardonov trofej za najniži prosek poena: 1961, 1962, 1964. i 1967. On je igrao u šest timova Rajder kupa: 1961, 1963, 1965, 1967, 1971. i 1973. godine. On je bio kapiten 1963. godine, a ponovo je bio kapiten tima 1975. godine.
Palmer je imao pravo na Senior PGA turnir (sada PGA Tura šampiona) od njegove prve sezone 1980. godine, i bio je jedno od markantnih imena koja su mu pomogla da postane uspešan. Osvojio je deset takmičenja na turneji, uključujući pet seniorskih takmičenja.
Palmer je osvojio prvo Svetsko prvenstvo u igranju utakmica koje je održano u Engleskoj. Događaj je prvobitno organizovao Makormak kako bi predstavio svoju grupu igrača. Njihovo partnerstvo bilo je jedno od najznačajnijih u istoriji sportskog marketinga. Dugo nakon što je prestao da osvaja turnire, Palmer je ostao jedan od najplaćenijih osoba u golfu zbog njegove privlačnosti sponzorima i javnosti.

## Spoljašnje veze
- Zvanični veb-sajt
- Arnold Palmer на веб-сајту  (језик: енглески)